# ابرفورد
ابرفورد (به انگلیسی: Aberford) یک روستا و محله مدنی در بریتانیا است که در سیتی لیدز واقع شده‌است. ابرفورد ۱٬۱۸۰ نفر جمعیت دارد.